# Janja, Bijeljina
Janja je naselje v občini Bijeljina, Bosna in Hercegovina. 

## Deli naselja
Janja.

## Prebivalstvo
| Pregled števila prebivalcev po letih | Pregled števila prebivalcev po letih | Pregled števila prebivalcev po letih | Pregled števila prebivalcev po letih | Pregled števila prebivalcev po letih | Pregled števila prebivalcev po letih |
| ------------------------------------ | ------------------------------------ | ------------------------------------ | ------------------------------------ | ------------------------------------ | ------------------------------------ |
| 1948                                 | 1953                                 | 1961                                 | 1971                                 | 1981                                 | 1991                                 |
| -                                    | -                                    | -                                    | 7.945                                | 9.226                                | 10.458                               |

| Narodna sestava prebivalstva po letih                                                                                               | Narodna sestava prebivalstva po letih                                                                                                | Narodna sestava prebivalstva po letih                                                                                                  |
| --- | --- | --- |
| 1971 | 1981 | 1991 |
| . skupaj: 7.945 Muslimani 7.495 (94,33 %) Srbi 320 (4,02 %) Hrvati 10 (0,12 %) Jugoslovani 40 (0,50 %) drugi in neznano 80 (1,00 %) | . skupaj: 9.226 Muslimani 8.451 (91,59 %) Srbi 143 (1,54 %) Hrvati 3 (0,03 %) Jugoslovani 502 (5,44 %) drugi in neznano 127 (1,37 %) | . skupaj: 10.458 Muslimani 9.871 (94,38 %) Srbi 221 (2,11 %) Hrvati 17 (0,16 %) Jugoslovani 182 (1,74 %) drugi in neznano 167 (1,59 %) |